# 퍽트
퍽트, 프렌드 유 캔트 트러스트(FUCT,Friends U Can't Trust)는 1990년 에릭 브루네티(Erik Brunetti)가 로스앤젤레스에서 설립한 의류 브랜드이다.브루네티는 "FUCT"라는 이름을 선택했다고 말했다. "FUCT는 "fucked"라는 형용사의 동음이의어이기 때문이고, 그는 사람들이 그것의 발음에 의문을 가지기를 원했기 때문이다. FUCT는 현대 스트리트웨어의 선구적인 브랜드 중 하나로 언급되어 왔으며, 종종 반정부 및 반종교 캠페인과 함께 대중문화의 다양한 요소와 아이콘들을 그들의 디자인에 포함시켰다.
FUCT는 다양한 시장을 위해 제조된 의류와 함께 고급 라인인 FUCT S.S.D.D.도 생산한다. 일본 시장만을 위한 전용 의류 라인이며; S.S.D.D. 는 "Same Shit Different Day"의 약자, 직역하면 "똑같은 똥, 다른 날들"이라는 뜻이다.

## 역사

### 기원
FUCT는 1990년 에릭 브루네티(Erik Brunetti)와 나타스 카우파스(Natas Kaupas)에 의해 처음 발매되었다. 2019년 스케이트보드 출판사 젠켐과의 인터뷰에서 브루네티는 두 사람이 "브랜드를 FUCT라고 부르고 매우 기업적이라고 표현하는 것이 현명할 것이라고 생각했기 때문에 겉모습에 따라 이름의 발음에 의문을 품어야 했다"고 말했다. FUCT의 첫 번째 로고는 브루네티의 매킨토시 클래식 컴퓨터에서 사용할 수 있는 소프트웨어를 사용하여 디자인되었다.1991년 카우파스(Kaupas)와 브루네티(Brunetti)는 "FUCT Designs"라는 이름으로 사업을 신청했다. 얼마 지나지 않아 카우파스는 회사와 결별했다.
2002년 브루네티는 2005년 회사로 복귀하기 전에 개인적인 예술적 노력에 집중하기 위해 브랜드에서 물러났다.
2013년 출판사 리졸리 서점(Rizzoli Bookstore)은 "FUCT"를 발매했다. 그 책은 그 브랜드의 20주년 기념일에 맞춰 출판된 그 브랜드의 역사에 대한 회고록으로 출판되었다. 브루네티가 쓴 이 책에는 애런 로즈(Aaron Rose)와 게리 워넷(Gary Warnett)의 수필이 포함되어 있다.

### 광고
1990년대 내내, 그 회사는 그 당시 인기 있었던 의류 무역 쇼를 통해 거의 팔리지 않았다. 대신에 FUCT는 잡지 사설과 스케이트보드 잡지인 스래셔(Thrasher , 잡지), 빅 브라더(Big Brother), 스트롱(Strength)과 같은 출판물에 전면 인쇄된 광고를 통해 마케팅하는 것을 선택했다. 이러한 광고들은 FUCT의 반문화적 이미지를 강조하기 위해 고안된, 자주 자기표현적이고 논란의 소지가 있었다. 이 광고들 중 상당수는 브루네티(Brunetti)의 개인 전화번호를 도매 구매 연락처로 포함시켰다.
1996년, 퍽트는 전자상거래 웹사이트인 fuct.com을 시작했다. Fact는 이 플랫폼을 사용하여 자사 제품의 판매 및 마케팅을 실험했다. 이 브랜드의 웹사이트에는 카탈로그, 뉴스레터, 고객 지원, 직접 의류를 구매하기 위한 특정 우편 안내가 포함되어 있었다.

### 스케이트 문화
FUCT는 스케이트보드 문화에 철저한 뿌리를 두고 있다. 브루네티(Brunetti)와 카우파스(Kaupas)는 스케이트보드 회사인 월드 인더스트리즈와의 상호 제휴를 통해 만났다.
1998년 FUCT는 첫 번째이자 유일한 스케이트 비디오인 "Random Acts of Kindness"(친절의 무작위한 반응)을 발표했다.뉴욕과 로스앤젤레스에서 촬영된 이 비디오는 그 브랜드와 제휴한 수많은 그래피티 예술가들 외에도, FUCT 스케이트 팀을 팔로우했다. 이 비디오는 VHS에서 촬영되었으며 30분간의 런타임을 가지고 있다.

## 작업 및 협업
1990년대 내내 FUCT는 사진작가 래리 클라크(Larry Clark)와 숀 모텐슨(Shawn Mortensen)과 함께 여러 캠페인을 벌였다. Mortenson의 캠페인의 주제는 케이트 모스, 스눕 독, 비기, 그리고 키스 리처즈를 포함한다.
1998년 예술가 카우스(Kaws)는 브루네티(Brunetti)에게 디자인 하우스 광고를 의뢰했다.
1993년 비스티 보이즈(Beastie Boys)의 랩퍼 마이크 D(Mike D)의 의류 브랜드인 엑스라지(X-Large)와 협력하여 브릭 앤 머터(Brick-and-Mortar)를 설립했다.캘리포니아주 로스앤젤레스에 위치한 X-FUCT의 내부는 델리와 비슷하게 모델링되었다. 이 디자인은 재목적의 델리미트 카운터를 상품 진열대로 사용하는 것을 포함했다. X-FUCT는 각 브랜드의 제품을 비축하는 것 외에도 매장 운영 전반에 걸쳐 제한된 협업 런을 출시했다. X-FUCT가 문을 닫은 후 브루네티는 자신의 할리우드 힐즈 자택에서 FUCT의 운영을 재개했다.
2008년 FUCT는 일본에서 SSDD(Same Shit, Different Day) 제품군을 출시했다. 디자인 언어는 1960년대와 70년대의 미국 반문화 운동에서 영감을 받은 모티브를 통합했다.
2018년 FUCT는 로스앤젤레스의 스트리트웨어 브랜드 "FTP"와 제휴하여 협업 캡슐을 출시했다.
2019년, FUCT는 리처드슨 매거진과 손잡고 캡슐 컬렉션을 출시했다. 이 릴리스에는 리처드슨 로고가 함께 브랜드된 이전의 FUCT 디자인이 포함되었다.

## 문화적 영향
FUCT는 대중문화 아이콘그래피를 자체 브랜드에 적용하는 것으로 잘 알려져 있다. 이 브랜드는 운영 기간 내내 풍자적인 방식으로 광범위한 아이콘그래피를 재목적화했다. 풍자에 대한 브루네티의 접근법은 FUCT를 90년대 반문화의 기둥으로 확립하여 "미국에서 가장 강인한 스트리트웨어 디자이너 중 한 명으로 평판"을 얻었다.
FUCT는 의류에 CMYK 인쇄를 실험한 최초의 의류 회사 중 하나로 여겨진다. 1992년 FUCT는 굿펠라스 티셔츠를 출시했다. 이 티셔츠는 영화의 주요 배역들의 초상화가 특징이며, 브랜드의 로고를 포함하도록 재적합되었다.  굿펠라스 디자인은 브랜드화의 일부로 필름을 참조한 최초의 스트리트웨어로 여겨진다.
1999년, 더 페이스 잡지는 FUCT를 패션계의 40대 상징적인 레이블 중 하나로 선정했다.
2011년 컴플렉스 매거진은 FUCT를 "역대 최고의 스트리트웨어 브랜드" 7위로 선정했다. 그의 브랜드 순위에서, 작가 더 헌츠는 "목록의 상위 경쟁자들 중 많은 수가 브루네티의 작품에서 그들의 정체성의 파편을 훔친 이유가 있다"고 말했다.
래리 클라크의 FUCT 의류 개인 소장품은 2013년 로스앤젤레스 현대미술관에 설치된 그의 전시회 "인쇄물"의 기초를 더했다. 클라크가 전시한 의복은 문화적 중요성과 클라크의 작품과의 연관성 때문에 코넬 대학교 도서관의 레어 북 앤 원고 부서에 의해 구매되었다.
FUCT는 다른 스트리트웨어 브랜드와 패션 디자이너들에게 영향을 미치는 것으로 알려져 있다. A Bathing Ape의 상품에 사용된 아이콘그래피는 FUCT의 "Planet of the Ape" 디자인에 사용된 그래픽과 직접 연결될 수 있다.
초창기에 셰퍼드 페어리의 스트리트웨어 브랜드 컴플리언스(의류)는 FUCT의 디자인 언어, 즉 후자의 로고와 그래피티에서 영감을 받은 이미지를 많이 활용했다.
FUCT 옷을 입은 주목할 만한 사람들은 2000년 영화 "The Beach (영화)"의 레오나르도 디카프리오, 헤일리 배드윈(Hailey Baldwin),리한나(Trent Reznor), 빌리 아일리쉬를 포함한다.
음악가 트렌트 레즈너는 스튜디오 녹음 세션에서 FUCT 의류를 입는 것이 목격되었다.
너바나의 가장 유명한 밴드 사진 촬영에서 데이브 그롤이 FUCT 야구 모자를 쓰고 있는 것을 볼 수 있다.
레이지 어게인스트 더 머신(Rage Against the Machine)의 프론트맨인 잭 드 라 로차(Zack de la Rocha)는 Bullet in the Head (노래)의 비디오에서 FUCT의 포드 모터스 로고를 쓴 것을 볼 수 있다.

## 대법원 판례
2011년 브루네티(Brunetti)는 온라인상의 수많은 가짜 상표로 인해 상표의 연방 상표를 출원하였다. 미국 특허청은 랜햄법을 통해 상표 출원을 '스캔들'할 수 있는 권한을 이유로 이 상표를 부인했다.워싱턴의 연방항소법원은 2017년 그의 손을 들어줬지만 도널드 트럼프 대통령의 상고를 받아 미국 대법원에 도달했다.
2019년 6월 24일, "이언큐브 대 브루네티"(Iancu v. Brunetti) 사건에서 대법원은 이 조항이 미국 수정헌법 1조를 침해한다는 이유로 특허청이 상표등록을 '부도덕하다'거나 '스캔들하다'는 이유로 부인할 수 없다고 6대 3으로 판결했다.